# Mitsubishi Heavy Industries Football Club 1987-1988
Questa voce raccoglie le informazioni riguardanti il Mitsubishi Heavy Industries nelle competizioni ufficiali della stagione 1987-1988.

## Stagione
Grazie al miglior attacco del campionato (27 reti segnate, di cui 10 dal vice-capocannoniere Hiromi Hara), il Mitsubishi Heavy Industries si confermò al terzo posto in Japan Soccer League, seppure con un distacco superiore rispetto alla stagione precedente. Meno degne di nota furono le prestazioni nelle coppe: eliminato dalla coppa di Lega a causa di una pesante sconfitta contro l'Honda Motor, in Coppa dell'Imperatore la squadra, superato a fatica il primo turno contro l'NTT Kanto, fu eliminato da una sconfitta di misura contro il Toshiba.

## Maglie e sponsor
Le maglie sono prodotte dalla Puma.
| Manica sinistra · Manica sinistra · Maglietta · Maglietta · Manica destra · Manica destra · Pantaloncini · Calzettoni |

## Rosa
| N. |                     | Ruolo | Calciatore         |
| -- | ------------------- | ----- | ------------------ |
| 8  | Giappone (bandiera) | C     | Atsushi Natori     |
| 9  | Giappone (bandiera) | A     | Hiromi Hara        |
|    | Giappone (bandiera) | P     | Hiroyuki Takahashi |
|    | Giappone (bandiera) | P     | Akihisa Sonobe     |
|    | Giappone (bandiera) | D     | Kazuo Saitō        |
|    | Giappone (bandiera) | D     | Makoto Taguchi     |
|    | Giappone (bandiera) | D     | Satoshi Kitasato   |
|    | Giappone (bandiera) | D     | Tadashi Sasaki     |
|    | Giappone (bandiera) | D     | Hisataka Ikuta     |
|    | Giappone (bandiera) | D     | Nobuki Kobayashi   |
|    | Giappone (bandiera) | D     | Yoichi Tachibana   |

| N. |                     | Ruolo | Calciatore         |
| -- | ------------------- | ----- | ------------------ |
|    | Giappone (bandiera) | D     | Yoshimasa Miyazaki |
|    | Giappone (bandiera) | C     | Hiroshi Nagatomi   |
|    | Giappone (bandiera) | C     | Hiroshi Muramatsu  |
|    | Giappone (bandiera) | C     | Hiroyuki Tsujiya   |
|    | Giappone (bandiera) | C     | Satoru Bekku       |
|    | Giappone (bandiera) | C     | Shūzō Nakamura     |
|    | Giappone (bandiera) | C     | Osamu Hirose       |
|    | Giappone (bandiera) | A     | Yasushi Yoshida    |
|    | Giappone (bandiera) | A     | Hisao Sekiguchi    |
|    | Giappone (bandiera) | A     | Norihiro Yasuda    |
|    | Giappone (bandiera) | A     | Satoru Watabe      |

## Statistiche

### Statistiche di squadra
| Competizione          | Punti | Totale | Totale | Totale | Totale | Totale | Totale | DR  |
| Competizione          | Punti | G      | V      | N      | P      | Gf     | Gs     | DR  |
| --------------------- | ----- | ------ | ------ | ------ | ------ | ------ | ------ | --- |
| JSL Division 1        | 29    | 22     | 12     | 5      | 5      | 27     | 15     | +12 |
| JSL Cup               | -     | 3      | 1      | 1      | 1      | 2      | 4      | -2  |
| Coppa dell'Imperatore | -     | 2      | 1      | 0      | 1      | 1      | 1      | 0   |
| Totale                |       | 27     | 14     | 6      | 7      | 30     | 20     | +10 |